# Svartnäsudden
Svartnäsudden este o arie protejată (arie specială de conservare — SAC, sit de importanță comunitară — SCI) din Suedia întinsă pe o suprafață de 63,6 ha, integral pe uscat.

## Localizare
Centrul sitului Svartnäsudden este situat la coordonatele 63°10′26″N 18°04′15″E / 63.174°N 18.0708°E.

## Înființare
Situl Svartnäsudden a fost declarat sit de importanță comunitară în decembrie 1995 pentru a proteja 1 specie de animale. Situl a fost protejat și ca arie specială de conservare în martie 2011.

## Biodiversitate
Situată în ecoregiunea boreală, aria protejată conține 2 habitate naturale: Taiga vestică, Mlaștini împădurite.
La baza desemnării sitului se află o specie protejată de  nevertebrate: Pytho kolwensis.